# 9691 Zwaan
9691 Zwaan (6053 P-L) là một Tiểu hành tinh vành đai chính hoặc hành tinh dạng nhỏ được phát hiện ngày 24 tháng 9 năm 1960 bởi Cornelis Johannes van Houten và Ingrid van Houten-Groeneveld. Nó được đặt theo tên Cornelis Zwaan.